# Stefan Majewski
Stefan Majewski (nacido el 31 de enero de 1956 en Bydgoszcz) es un entrenador y exfutbolista polaco.

## Carrera futbolística
Majewski comenzó su carrera en los equipos locales Gwiazda Bydgoszcz y Chemik Bydgoszcz, donde se formó como futbolista, luego debuta en primera división en 1977 en el Zawisza Bydgoszcz, luego pasó a uno de los grandes de Polonia el Legia Varsovia en 1979, donde hizo buenas campañas hasta 1984. Después pasa a la Bundesliga, jugando por el FC Kaiserslautern (1984-1987) y Arminia Bielefeld (1987-1988). Luego recalo en 1988 en el Apollon Limassol de Chipre. Finalmente regresa a Alemania a jugar en el SC Friburgo de la 2. Bundesliga hasta 1993, donde se retira a los 37 años ascendiendo con su club a la Bundesliga 1.

## Selección nacional
En la selección polaca jugó 40 partidos y marcó 4 goles. En España 82 Majewski hizo un gran mundial y jugó 7 partidos de titular los 90 minutos, acumulando 630 minutos. Anotó un gol frente a Francia en la victoria polaca 3-2 por el tercer puesto. Para México 86 jugó también los 4 partidos completos y Polonia llegó a octavos de final.

### Participaciones en Copas del Mundo
| Mundial                        | Sede   | Resultado     | Partidos | Goles |
| ------------------------------ | ------ | ------------- | -------- | ----- |
| Copa Mundial de Fútbol de 1982 | España | Tercer puesto | 7        | 1     |
| Copa Mundial de Fútbol de 1986 | México | Primera fase  | 4        | 0     |